# Waldknotenameise
Die Waldknotenameise (Myrmica ruginodis) ist eine Ameise aus der Unterfamilie der  Knotenameisen (Myrmicinae). Sie ist meist in schattigen Wäldern heimisch.

## Merkmale
Die Arbeiterinnen zeigen eine rötlich-braune Färbung. Der Scapus der Antennen ist an der Basis sanft und gleichmäßig gebogen. Kopf und Vorderleib (Mesosoma) weisen eine deutliche Längsfurchung auf. Beide Glieder des Stielchens sind runzelig, die Oberseite des dicken Petiolus fällt nach hinten ab und bildet abrupt eine Stufe nahe der Verbindung zum Postpetiolus aus. Die beiden Dornen auf dem Propodeum sind deutlich länger als die 0,28-fache Kopflänge. Die Geschlechtstiere sind dunkler gefärbt als die Arbeiterinnen. Bei den Männchen ist der Scapus sehr lang und leicht gebogen an der Basis. Die Königinnen ähneln den Arbeiterinnen, die Dornen auf dem Propodeum erreichen mehr als die 0,25-fache Kopflänge.
Die Weibchen sind größendimorph, und man unterscheidet Makrogynen und Mikrogynen.

## Verbreitung und Lebensraum
Das Verbreitungsgebiet erstreckt sich von Spanien bis Kamtschatka. In Nordeuropa kommt sie bis zum 71. Breitengrad vor. Myrmica ruginodis ist in Mitteleuropa sehr häufig und nutzt zumeist bewaldete Lebensräume, bevorzugt kühle Laub- und Nadelwälder. In wärmeren Laubwäldern im Tiefland und in Auwäldern wird sie von ihrem Hauptkonkurrenten Myrmica rubra verdrängt. Oberhalb von 800 Metern Seehöhe findet man die Waldknotenameise dagegen auch in Mooren und Graslandschaften, wo Myrmica rubra zurücktritt. Auf landwirtschaftlich genutzten Flächen und in Siedlungsnähe ist sie kaum zu finden.

## Lebensweise
Die Geschlechtstiere schwärmen zwischen Mitte Juli und Anfang September von 15.00 bis 22.00 Uhr Ortszeit, meist bei schwülem Wetter. Die Kolonien von Makrogynen verbleiben nach semiclaustraler Gründung zumeist monogyn und verfügen über große, aggressive Arbeiterinnen. Kolonien von Mikrogynen beinhalten mehrere Königinnen und die Ausbreitung erfolgt über Zweignestbildung. Junge Mikrogynen werden dabei von bestehenden Nestern adoptiert und die kleinen Arbeiterinnen sind wenig aggressiv. Mischnester und Kreuzbegattungen sind möglich.

## Systematik

### Synonyme
Aus der Literatur sind folgende Synonyme für Myrmica ruginodis bekannt:
- Myrmica diluta Nylander
- Myrmica dimidiata Say
- Myrmica rubra var. macrogyna Brian & Brian
- Myrmica rubra var. microgyna Brian & Brian
- Myrmica rubra var. mutata Sadil
- Myrmica rubra var. ruginodolaevinodis Forel